# Norbert Pikuła
Norbert Gerard Pikuła – polski duchowny katolicki, pedagog, doktor habilitowany, profesor Uniwersytetu Pedagogicznego im. Komisji Edukacji Narodowej w Krakowie.

## Życiorys
Został duchownym katolickim. 15 października 2007 obronił pracę doktorską pt. Pozaszkolne nauczanie religii dzieci i młodzieży w diecezji częstochowskiej (1961-1990), otrzymując doktorat. Uzyskał tytuł docenta w zakresie pracy socjalnej na Uniwersytecie Katolickim w Rużomberku, który w Polsce został uznany za odpowiednik stopnia doktora habilitowanego.
28 marca 2017 otrzymał doktorat honoris causa w Universitatea de Stat din Tiraspol znajdującym się w Kiszyniowie w Mołdawii.
29 maja 2019 uzyskał drugą habilitację z nauk społecznych w dyscyplinie pedagogika na Akademii Pedagogiki Specjalnej w Warszawie.
Został zatrudniony na stanowisku adiunkta w Instytucie Nauk o Wychowaniu na Wydziale Pedagogicznym Akademii Ignatianum w Krakowie oraz w Instytucie Teologicznym w Częstochowie Zespołu Naukowego i Dydaktycznego Homiletyki, Katechetyki i Pedagogiki Chrześcijańskiej.
Objął funkcję profesora nadzwyczajnego na Wydziale Pedagogicznym i Ochrony Zdrowia Świętokrzyskiej Wyższej Szkole w Kielcach i w Instytucie Pracy Socjalnej na Wydziale Pedagogicznym Uniwersytetu Pedagogicznego im. KEN w Krakowie, a także piastuje stanowisko dyrektora w tymże Instytucie.
Odznaczony Brązowym (2016) i Srebrnym (2021) Krzyżem Zasługi.

## Publikacje
- 2009: Pozaszkolne nauczenie religii dzieci i młodzieży w diecezji częstochowskiej (1961-1990)[1]
- 2014: The seniors: creators and leaders of contemporary culture[1]
- 2014: Polimorficzność starości jako czynnik sprzyjający wykluczeniu[1]
- 2015: Educational Leadership and Activities Promoting Development-Oriented Community[1]
- 2015: Poczucie sensu życia osób starszych. Inspiracje do edukacji w starości[1]